# Алер, Джон
Джон Алер (англ. John Aler, 4 октября 1949, Балтимор, Мэриленд — 10 декабря 2022, Силвер-Спринг, Мэриленд) — американский оперный певец, лирический тенор, четырёхкратный лауреат премии «Грэмми» (1986, 1994). Особенно известен своими интерпретациями произведений Моцарта, Россини, Доницетти, Беллини и Генделя.

## Биография
Джон Алер родился в Балтиморе, штат Мэриленд, 4 октября 1949 года, где и прошло его детство.
Учился в римско-католических школах, где пел в хоре мальчиков. Его мать была итальянского происхождения, изучала пение и рано познакомила сына с программами из столичной оперы и записей Юсси Бьёрлинг и Ричарда Такер.
Он учил вокал с Риллой Мервином и Рэймондом МакГуайром в католическом университете и получил степень бакалавра в музыке и мастера в вокальном исполнении. После в Балтиморской опере у него также было семь или восемь уроков с легендарной Розой Понсель, которую он нашёл «вдохновляющей». С 1972 по 1976 год он также учился у Орен Браун в Американском оперном центре Джульярдской школы в Нью-Йорке с Марлен Малас, а также в музыкальном центре Беркшира в Танглвуде.
В 1977 году он дебютировал в качестве оперного дебюта в качестве Эрнесто в Доне Паскуале Доницетти в Американском оперном центре Джульярдской школы. В том же году он выиграл первые призы за мужчин и за интерпретацию французской художественной песни на Международном конкурсе в Париже. Он дебютировал в опере в Санта-Фе в 1978 году, его европейский дебют был в роли Белмонте в «Похищении из сераля» в брюссельском Ла Монне в 1979 году. Алер дебютировал в Ковент-Гарден в 1986 году в качестве Феррандо в Così Fan Tutte, вернувшись в 1988 году в роли Перси в Анне Болена Доницетти.
Он пел Мерги в студийном производстве Le Pré Aux Clercs для BBC Radio 3 в 1987 году.
Исполнял ведущие партии в Английской национальной опере, Deutsche Over Berlin, Vienna Staatsoper, Баварской государственной опера, на Зальцбургском и Глайндборнском оперных фестивалях, в Гамбурге, Генте, Мадриде и Брюсселе, в США в Сент-Луисе, Нью-Йорке, Вашингтоне, Санта Фе и Балтиморе. Он также был постоянным исполнителем на крупных американских летних фестивалях, включая фестиваль Ravinia, музыкальный фестиваль Aspen, фестиваль Chautauqua, музыкальный фестиваль в Ньюпорте и музыкальный фестиваль Грант -парка.
Алер исполнял сольные партии со многими оркестрами, в том числе в Нью-Йоркской филармонии, Кливлендском оркестре, Филадельфийском оркестре, Бостонской симфонии, Чикагской симфонии, в Лос -Анджелесной Филармонике, Атланте симфония, Симфоническая оркестра Берланы, Симфония Берлана, Лейпциг Гевандхаус, Национальный оркестр де Франс, Симфонический оркестр Би-би-си и Лондон Синфониетта.
Алер преподавал музыку и был директором Mason Opera в Университете Джорджа Мейсона.
Умер 10 декабря 2022 года

## Награды
- 1986 «Грэмми», Лучшее классическое вокальное солистовое выступление для «Berlioz: Requiem»
- 1986 «Грэмми», лучший классический альбом для «Berlioz: Requiem»
- 1994 «Грэмми», лучшая оперная запись для «Handel: Semele»
- 1994 «Грэмми», лучший классический альбом для «Bartók: The Wooden Prince & Cantata Profana»